# Рарія бразильська
Рарія бразильська (Micrastur ruficollis) — вид хижих птахів родини соколових (Falconidae).

## Поширення
Вид поширений в Центральній і Південній Америці від Мексики до півночі Аргентини. Населяє різноманітні середовища, де є хоча б ізольовані дерева.

## Спосіб життя
Цей сокіл живе в підліску вологих лісів або на густих напіввідкритих ділянках. Поїдає дрібних хребетних тварин: рептилій, птахів і ссавців. Він також ловить великих комах, слідуючи за армійськими мурашками, які їх турбують.